# وانغ مانغ
وانغ مانغ(ولد 45 ق م - توفي 6 أكتوبر 23 م)،هو امبراطور صيني يعرف بمغتصب العرش حيث استولى على العرش من أسرة ليو أوجد أسرة تشين التي ابتدأت وانتهت بموته من 9 م حتي 23 م. والتي قسمت فترة سلالة هان الطويلة إلى قسمين سابقة ولاحقة، وكان قد أصبح وصيا على العرش عام 8 ق.م. في وقت كان فيه موضوع الخلافة في هان محل شك وصُرف عام 5 ق.م. وعاد بعد أربع سنوات وأخيرا استطاع شق طريقه للعرش. وعند موته كانت كوارث طبيعية وتمرد منتشر (عُرف بثورة الحواجب الحمراء) وقد ساهمت بشكل كبير بإطاحته فعادت السلطة لهان.
أجرى تعديلات في الإدارة والاقتصاد والذي ادعى أنه سوابق كتابية كونفوشيوسية والتي صعدت من الاستياء فمثلا حاول تأميم الأرض وتحرير العبيد.